# Карпов Лев Якович
Лев Я́кович Ка́рпов (рос. Лев Яковлевич Карпов; 18 (30) квітня 1879, Київ — 6 січня 1921, Москва) — учений, революціонер, організатор хімічної промисловості.

## Біографія
Лев Якович Карпов народився 18 квітня (30 квітня за новим стилем) 1879 року в Києві в сім'ї прикажчика.
1896 року вступив до Московського вищого технічного училища, але тільки 1910 року закінчив його. Навчання переривалося численними арештами за участь у революційному русі. За освітою — хімік.
Член московського «Союзу боротьби за визволення робітничого класу», один з організаторів і керівників «Північного союзу РСДРП».
У 1911—1915 роках займався організацією каніфольно-скипідарного виробництва в Росії; уперше налагодив виробництво в російській імперії хлороформу та рідкого хлору.
У 1915—1917 роках — директор Бондюзького хімічного заводу на Камі.
Від 1918 року перебував на радянській роботі. Один із засновників Центральної хімічної лабораторії Вищої ради народного господарства в Москві (згодом Фізико-хімічний інститут імені Льва Карпова).
Помер 6 січня 1921 року в Москві. Ілля Збарський, син Бориса Збарського, писав: «1921 рік. Узимку помер Лев Якович Карпов; він довго хворів, і московські знаменитості лікували його від малярії і всіх можливих хвороб, яких у нього насправді не було. Правильний, але вже запізнілий діагноз поставив знаменитий Дмитро Дмитрович Плетньов, який відразу визначив сепсис із фокусом в серце. Протягом усієї хвороби Карпова батько був при ньому та робив усе можливе, щоб урятувати його. Після смерті Карпова щойно відбудований Інститут фізичної хімії назвали його іменем. У флігелі, вцілілому при погромі, оселилася сім'я Лева Яковича — його вдова Ганна Самійлівна і сини, Володя і Юра» .
Похований біля Кремлівської стіни.

## Сім'я
- Дружина — Ганна Самійлівна Лувіщук (1883—1968) — революціонерка, директор Державного історичного музею в Москві (1940—1962).
- Син Володимир Львович Карпов (1907—1986) — хімік-технолог, один із творців радянської радіаційної хімії полімерів, лауреат Державної премії СРСР (1969).
- Син Юрій Львович Карпов (1912—1996) — фахівець у галузі експериментальної аеродинаміки та балістики, лауреат Сталінської премії (1951), Державної премії СРСР (1974).

## Пам'ять
У 1930-і роки в Леніграді (нині Санкт-Петербург) встановлено мармурову дошку Льву Карпову (адреса — Ліговський проспект, 281).
У Татарстані є відкрите акціонерне товариство «Хімічний завод ім. Л. Я. Карпова».